# Kōji Miyoshi
Pour les articles homonymes, voir Miyoshi.
Kōji Miyoshi (三好 康児, Miyoshi Kōji), né le 26 mars 1997 à Kawasaki au Japon, est un footballeur international japonais qui joue au poste de milieu offensif pour le VfL Bochum.

## Biographie

### En club
Il participe à la Ligue des champions d'Asie avec le club du Kawasaki Frontale.
Le 28 décembre 2018 est annoncé le prêt de Koji Miyoshi au Yokohama F. Marinos. Il marque son premier but pour le club dès sa première apparition, le 23 février 2019, face au Gamba Osaka, lors de la première journée de championnat.
Le 20 août 2019, Miyoshi est prêté au club belge du Royal Antwerp FC pour une saison avec option d'achat. Le 15 septembre, il remplace Lior Refaelov en fin de rencontre face au RSC Anderlecht et marque un but offrant une victoire 1-2 en Jupiler Pro League.
Au mois d'avril 2020, l'option d'achat de Miyoshi est levée et le joueur signe officiellement au club pour trois ans.
À la fin de la saison 2022-2023, un titre de champion de Belgique et une coupe de Belgique en poche, Miyoshi quitte Anvers pour Birmingham City, en deuxième division anglaise.

### En équipe nationale
Avec les moins de 17 ans, il participe à la Coupe du monde des moins de 17 ans 2013 organisée aux Émirats arabes unis. Lors de cette compétition, il joue trois matchs. Le Japon s'incline en huitièmes de finale contre la Suède.
Avec les moins de 19 ans, il dispute le championnat d'Asie des moins de 19 ans en 2016. Lors de cette compétition, il marque un but contre le Qatar en phase de groupe. Le Japon remporte le tournoi en battant l'Arabie saoudite en finale.
Il participe ensuite avec les moins de 20 ans à la Coupe du monde des moins de 20 ans en 2017. Lors de ce mondial organisé en Corée du Sud, il joue trois matchs. Le Japon s'incline en huitièmes de finale face au Venezuela.
En mai 2019, Miyoshi est appelé pour disputer la Copa América 2019 au Brésil. Le 17 juin 2019, il honore sa première sélection contre le Chili, tenant du titre de la compétition qui s'impose 0-4. Lors du second match de poule face à l'Uruguay, Miyoshi réalise un doublé qui permet au Japon d'obtenir un match nul 2-2.

## Statistiques

### En club
| Saison                | Club                       | Championnat           | Championnat | Championnat | Championnat | Coupe nationale | Coupe nationale | Coupe nationale | Coupe de la Ligue | Coupe de la Ligue | Coupe de la Ligue | Compétition(s) continentale(s) | Compétition(s) continentale(s) | Compétition(s) continentale(s) | Compétition(s) continentale(s) | Autres compétitions | Autres compétitions | Autres compétitions | Autres compétitions | Total | Total | Total |
| Saison                | Club                       | Division              | M.          | B.          | P.d.        | M.              | B.              | P.d.            | M.                | B.                | P.d.              | Comp.                          | M.                             | B.                             | P.d.                           | Comp.               | M.                  | B.                  | P.d.                | M.    | B.    | P.d.  |
| 2015                  | Kawasaki Frontale          | J1 League             | 3           | 0           | 0           | -               | -               | -               | 2                 | 0                 | 0                 | -                              | -                              | -                              | -                              | -                   | -                   | -                   | -                   | 5     | 0     | 0     |
| 2016                  | Kawasaki Frontale          | J1 League             | 16          | 4           | 2           | 5               | 0               | 1               | 6                 | 0                 | 3                 | -                              | -                              | -                              | -                              | -                   | -                   | -                   | -                   | 27    | 4     | 6     |
| 2017                  | Kawasaki Frontale          | J1 League             | 13          | 1           | 1           | 1               | 0               | 0               | 2                 | 2                 | 0                 | ACL                            | 4                              | 0                              | 0                              | -                   | -                   | -                   | -                   | 20    | 3     | 1     |
| Sous-total            | Sous-total                 | Sous-total            | 32          | 5           | 3           | 6               | 0               | 1               | 10                | 2                 | 3                 | -                              | 4                              | 0                              | 0                              | -                   | -                   | -                   | -                   | 52    | 7     | 7     |
| 2018                  | Consadole Sapporo (prêt)   | J1 League             | 26          | 3           | 5           | 2               | 1               | 0               | -                 | -                 | -                 | -                              | -                              | -                              | -                              | -                   | -                   | -                   | -                   | 28    | 4     | 5     |
| 2019                  | Yokohama F. Marinos (prêt) | J1 League             | 19          | 3           | 1           | 2               | 0               | 1               | 4                 | 0                 | 0                 | -                              | -                              | -                              | -                              | -                   | -                   | -                   | -                   | 25    | 3     | 2     |
| Sous-total            | Sous-total                 | Sous-total            | 45          | 6           | 6           | 4               | 1               | 1               | 4                 | 0                 | 0                 | -                              | -                              | -                              | -                              | -                   | -                   | -                   | -                   | 53    | 7     | 7     |
| 2019-2020             | Royal Antwerp FC (prêt)    | Division 1A           | 14          | 1           | 0           | 1               | 2               | 0               | -                 | -                 | -                 | -                              | -                              | -                              | -                              | -                   | -                   | -                   | -                   | 15    | 3     | 0     |
| 2020-2021             | Royal Antwerp FC           | Division 1A           | 18          | 2           | 1           | 1               | 0               | 0               | -                 | -                 | -                 | C3                             | 8                              | 0                              | 1                              | PO1                 | 5                   | 1                   | 0                   | 32    | 3     | 2     |
| 2021-2022             | Royal Antwerp FC           | Division 1A           | 21          | 1           | 2           | -               | -               | -               | -                 | -                 | -                 | C3                             | 5                              | 2                              | 0                              | PO1                 | 4                   | 0                   | 1                   | 30    | 3     | 3     |
| 2022-2023             | Royal Antwerp FC           | Division 1A           | 10          | 1           | 1           | -               | -               | -               | -                 | -                 | -                 | C4                             | 5                              | 0                              | 3                              | PO1                 | -                   | -                   | -                   | 15    | 1     | 4     |
| Sous-total            | Sous-total                 | Sous-total            | 63          | 5           | 4           | 2               | 2               | 0               | -                 | -                 | -                 | -                              | 18                             | 2                              | 4                              | -                   | 9                   | 1                   | 1                   | 92    | 10    | 9     |
| 2023-2024             | Birmingham City            | Championship          | 26          | 3           | 4           | 2               | 1               | 0               | 2                 | 0                 | 0                 | -                              | -                              | -                              | -                              | -                   | -                   | -                   | -                   | 30    | 4     | 4     |
| Total sur la carrière | Total sur la carrière      | Total sur la carrière | 166         | 20          | 16          | 14              | 4               | 2               | 16                | 2                 | 3                 | -                              | 22                             | 2                              | 4                              | -                   | 9                   | 1                   | 1                   | 227   | 29    | 26    |

### Buts en sélection
| 0 | Date         | Sél. | Lieu                                  | Résultat | Adversaire | Compétition       | Détail | Détail         | Détail |
| - | ------------ | ---- | ------------------------------------- | -------- | ---------- | ----------------- | ------ | -------------- | ------ |
| 1 | 20 juin 2019 | 2    | Arena do Grêmio, Porto Alegre, Brésil | 2-2      | Uruguay    | Copa América 2019 | 25e    | du pied droit  | 1-0    |
| 2 | 20 juin 2019 | 2    | Arena do Grêmio, Porto Alegre, Brésil | 2-2      | Uruguay    | Copa América 2019 | 59e    | du pied gauche | 2-1    |

## Palmarès

### En club
|  |  | Kawasaki Frontale - Championnat du Japon (1) : - Champion : 2017 - Coupe du Japon - Finaliste : 2016 - Coupe de la Ligue - Finaliste : 2017 |  | Yokohama F. Marinos - Championnat du Japon (1) : - Champion : 2019 |  | Royal Antwerp FC - Championnat de Belgique (1) : - Champion : 2023 - Coupe de Belgique (2) : - Vainqueur : 2020 et 2023 |

### En sélections nationales
|  |  | Japon -19 ans - Championnat d'Asie -19 ans - Vainqueur : 2016 (en) |